# Māra Zālīte

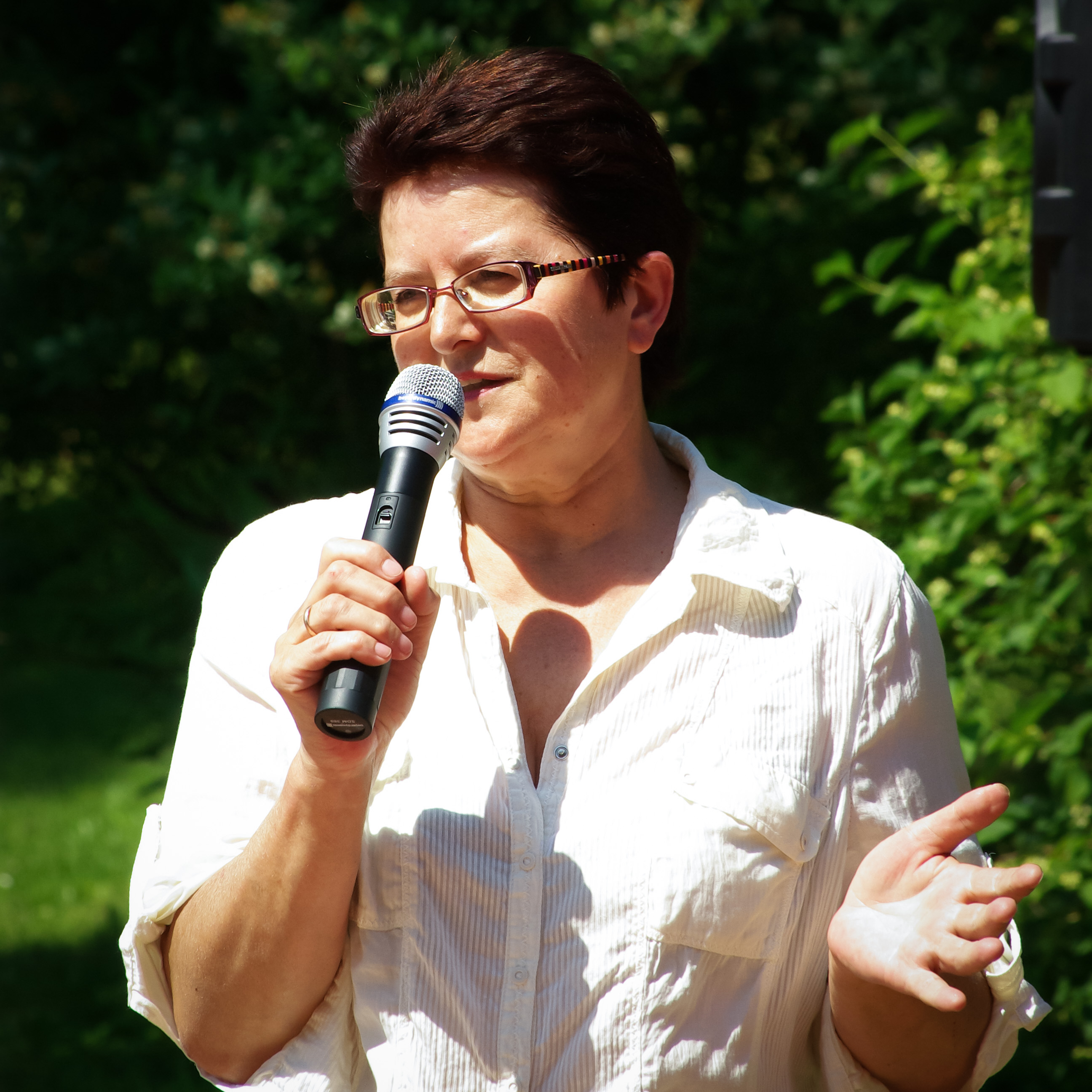
Māra Zālīte

Māra Zālīte (* 18. Februar 1952 in Krasnojarsk) ist eine lettische Schriftstellerin, Dramaturgin und Essayin.

## Leben
Māra Zālīte wurde in Krasnojarsk in Sibirien geboren, wohin ihre Familie nach der ersten sowjetischen Besetzung Lettlands 1941 deportiert worden war. Sie verbrachte viereinhalb Jahre ihrer Kindheit in Krasnojarsk in Sibirien, bis ihren Eltern im Herbst 1956 gestattet wurde, in ihr Heimatland Lettland zurückzukehren. Zālīte wuchs auf dem Hof Kalna Ķivuļi bei Slampe im Bezirk Tukums auf. Bis 1967 besuchte sie die Grund- und Mittelschule in Slampe, danach, bis 1970, das Sportinternat Murjāņi im Bezirk Saulkrasti. Von 1970 bis 1975 studierte sie lettische Philologie an der Universität Lettlands in Riga. Sie arbeitete als Sekretärin, dann als Referentin des lettischen Schriftstellerverbandes (lettisch: Latvijas Rakstnieku savienība), leitete das Atelier junger Schriftsteller in Riga, war Redakteurin der Jugendzeitschrift Liesma und von 1989 bis 2000 Chefredakteurin der Zeitschrift Karogs. Von 2000 bis 2008 war sie die Vorsitzende des lettischen Schriftstellerverbandes. Sie ist Mitglied des Kuratoriums der Lettischen Nationalbibliothek. Seit der Singenden Revolution gilt sie in kulturellen Anliegen in Lettland als eine Autorität.
Ihre ersten literarischen Werke veröffentlichte Zālīte 1972. In den 1980er Jahren wandte sie sich dem Schreiben von Theaterstücken zu, komponierte Libretti für Musicals und schrieb Rockopern. Dabei arbeitete sie mit den prägenden lettischen Komponisten ihrer Zeit zusammen, darunter Raimonds Pauls, Mārtiņš Brauns, Zigmars Liepiņš, Uldis Stabulnieks und Jānis Lūsēns.

## Werk
Māra Zālītes literarisches Werk umfasst Gedichte, Essays, Dramen, Prosa und Libretti. Sie befassen sich oft mit Themen der lettischen Geschichte und beziehen sich immer wieder auf die lettische Volkskultur und Gestalten der lettischen Mythologie. Ihre Werke wurden in viele Sprachen übersetzt, darunter Russisch, Englisch, Deutsch, Schwedisch, Estnisch und Französisch. Ihre Theaterstücke wurden unter anderem in Lettland, Litauen, Slowenien, den USA und Australien inszeniert.
Ihr erstes Prosawerk – der autobiografische Roman Fünf Finger (2013) – fand sowohl bei den Lesern als auch bei Literaturkritikern große Anerkennung.

## Ehrungen
Māra Zālīte wurde mit zahlreichen Literaturpreise und anderen Ehrungen ausgezeichnet:
- 1979: Wladimir-Majakowski-Preis
- 1985: Andrejs-Upīts-Preis
- 1989: Ojārs-Vācietis
- 1992: Aspazija-Preis
- 1993: Herder-Preis
- 1995: Drei-Sterne-Orden
- 2000: Barrikaden-Gedenkmedaille in Erinnerung an die Verteidigung Rigas im Januar 1991

Māra Zālīte ist seit 1998 Ehrenmitglied der Lettischen Akademie der Wissenschaften. 